# London Fields

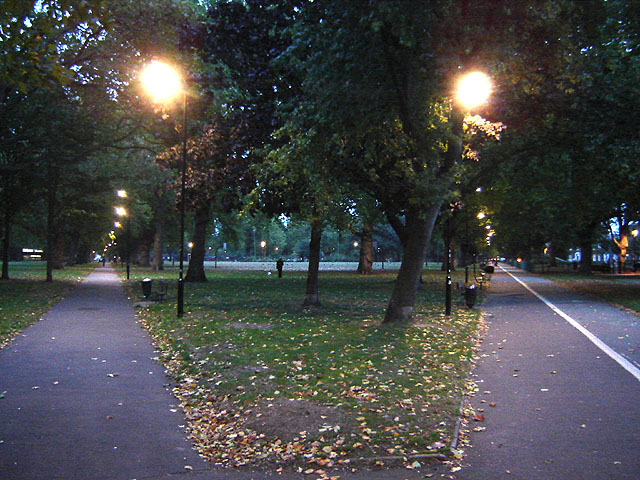
London Fields

London Fields è un parco di Londra, nel borgo londinese di Hackney, anche se il nome si riferisce anche al quartiere circostante.
La zona si estende per 12,5 ettari ed è situata 6,8 km a nord-est di Charing Cross.

## Quadro generale
London Fields ospita un campo da cricket, una piscina all'aperto, aree erbose, un percorso per BMX, campi da tennis, un tavolo di ping pong e due parchetti per i bambini. London Fields possiede anche una stazione ferroviaria che la collega ad Hackney Downs e a Liverpool Street.

## Attività

### Il mercatino
Ogni sabato molti produttori provenienti da tutto il paese prendono parte al mercatino di London Fields, dove è possibile trovare una grande varietà di cibi caldi, gioielli fatti a mano, regali, vestiti per i bambini e abbigliamento vintage.

### Sport
Nell'area si praticava sport già nel XIX secolo, come testimoniato in un documento nella libreria di Hackney che afferma che nel 1802 si giocava a cricket. Tuttora si organizzano delle gare di cricket durante l'estate. Molte squadre del North East London Cricket League considerano il parco come il loro "campo natale", come il London Fields CC. Durante l'estate, quindi, il parco è molto attivo con molte persone che fanno i picnic o che giocano a cricket.

## Il parco
London Fields ospita un campo da cricket e una piscina all'aperto. A London Fields è presente l'omonimo parco, il quale è stato costruito nel 1540. Prima c'era solo terreno, utilizzato dai mandriani per far pascolare il proprio bestiame prima di portarli al mercato a Londra.
Grazie a questo parco, London Fields ha avuto l'onore di ricevere il Green Flag Award, un premio dedicato ai parchi del Regno Unito.

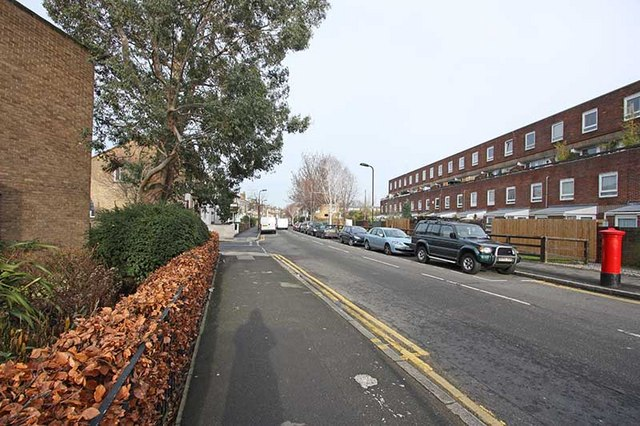
Foto che raffigura London Fields, o più precisamente Lansdowne Drive.

## Luoghi e trasporti

### Luoghi nelle vicinanze
Vicino a London Fields ci sono:
- Dalston
- Hackney Central
- Homerton
- Haggerston
- South Hackney
- Shoreditch
- Bethnal Green
- Victoria Park

### Trasporti
A London Fields è presente una stazione, collocata 4 km a nord est della stazione ferroviaria di Liverpool Street.

## Criminalità
L'area è stata resa famosa da alcuni episodi di criminalità al giorno d'oggi. Ad esempio è presente una gang, la "London Fields gang", che è attiva dentro l'area e nelle vicinanze. La gang ha ucciso con dei colpi di pistola la sedicenne Sina-Inakoju, nell'aprile del 2010. Un'altra vittima è un innocente ragazzo di 27 anni, ucciso nel maggio del 2010 con dei colpi di pistola sparati a caso da dei membri di un'altra gang.

## Galleria d'immagini

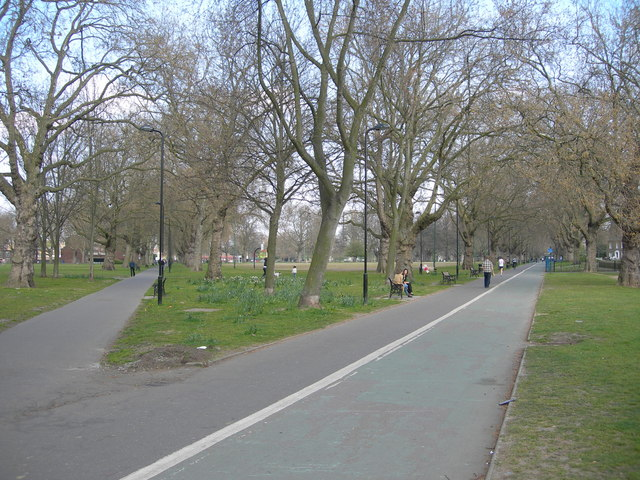
Un'altra foto del parco di London Fields: tuttavia in questa fotografia non è il crepuscolo bensì prima mattina.
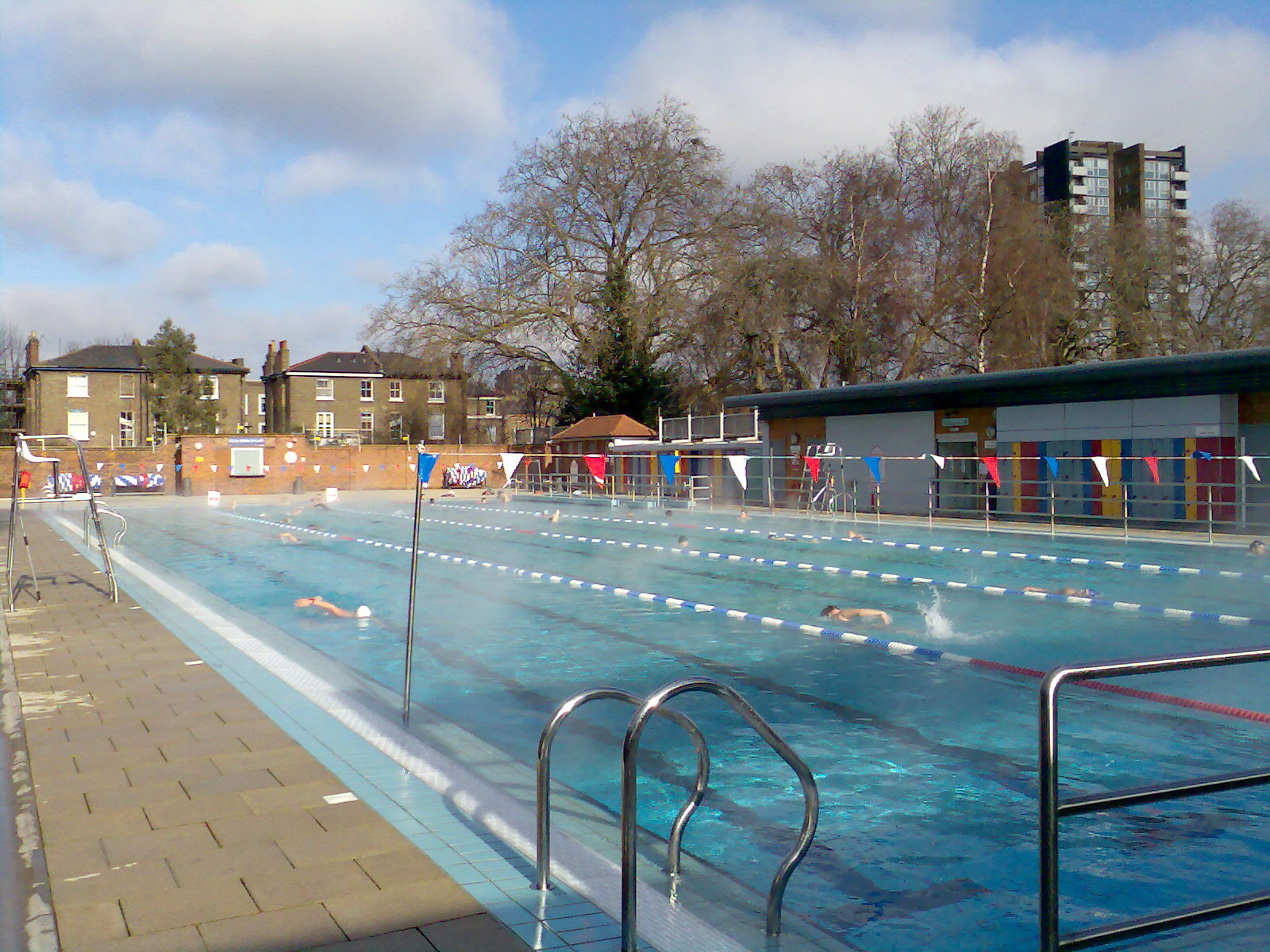
La piscina all'aperto di London Fields.
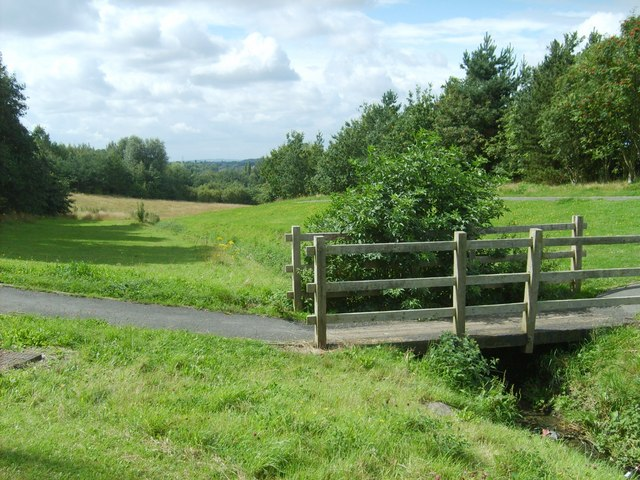
Il London Fields Bridge, situato nell'omonimo distretto.
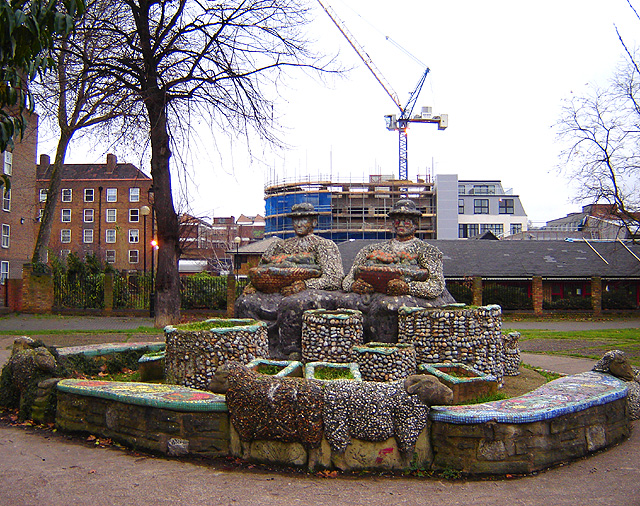
Particolare di una piazza di London Fields.